# 4% muž v akci
4% muž v akci (v originále Der Bewegte Mann) je německý hraný film z roku 1994, který režíroval Sönke Wortmann na motivy komiksu Ralfa Königa.

## Děj
Dora přistihne svého přítele Axela in flagranti s jinou ženou, a vyhodí ho proto z bytu. Axel se u známého setká s homosexuálem Walterem. Díky tomu se může nastěhovat k jeho kamarádovi Norbertovi. Dora mezitím zjistí, že je těhotná a chce si Axela vzít. Nemůže ho však nikde najít. Když ho však opět přistihne, tentokrát s nahým Norbertem, myslí si, že je Axel gay. Axel jí vše vysvětlí a mají svatbu. Axel však potká svou bývalou spolužačku Elke a chce se s ní setkat v Norbertově bytě. Tam ho přistihne Dora nahého a nehybného. Předtím totiž použil přípravek ke zvýšení sexuální touhy, což ho však paralyzovalo. Na Doru přijdou porodní bolesti a Norbert ji vezme do nemocnice. Dora je na Axela rozzlobená, ale Norbert Axela uklidní, že vše bude opět v pořádku.

## Obsazení
| Til Schweiger         | Axel Feldheim   |
| Katja Riemann         | Doro Feldheim   |
| Joachim Król          | Norbert Brommer |
| Rufus Beck            | Walter          |
| Armin Rohde           | Horst           |
| Antonia Lang          | Elke Schmitt    |
| Martina Gedecková     | Jutta           |
| Kai Wiesinger         | Gunnar          |
| Monty Arnold          | Monty           |
| Heinrich Schafmeister | Klaus Dieter    |
| Martin Armknecht      | Lutz            |

## Ocenění
- Deutscher Filmpreis: nejlepší film, nejlepší herec (Joachim Król), nejlepší režie (Sönke Wortmann)
- cena Bambi
- Bayerischer Filmpreis
- Goldene Leinwand
- Gilde-Filmpreis (spolu s filmem Mario a kouzelník)
- cena Jupiter: nejlepší film